# 趙憲文
趙憲文（1904年6月2日—1991年12月13日），字鍾豪。黑龍江省蘭西縣靛池村人，原籍山東省齊河縣。民國37年（1948年）在興安省選區當選第一屆立法委員

## 生平[1][2][3]
- 國立北京法政大學畢業
- 東北邊防軍駐江副司令官公署軍法處科長、處長
- 黑龍江省政府顧問
- 中央設計局東北調查委員會駐會委員
- 國家總動員會議糧鹽組專員[4]、國家總動員會議檢察組專員[5]
- 嫩江省政府委員[6]
- 東北生產管理局理事